# Przemysław Wywiał
Przemysław Wywiał (ur. 23 marca 1983) – specjalista w zakresie nauk o bezpieczeństwie, historyk, profesor uczelniany Uniwersytetu Pedagogicznego im. KEN w Krakowie. 
Studia magisterskie w Instytucie Historii UJ ukończył w 2007. Stopień doktora nauk humanistycznych uzyskał w 2012 na podstawie rozprawy pt. Garnizon Wojska Polskiego w Krakowie w latach 1918-1939 (promotor: prof. dr hab. Wojciech Rojek). Stopień doktora habilitowanego nauk społecznych uzyskał w 2020 na podstawie pracy pt. Wykorzystanie doświadczeń Armii Krajowej w budowie nowoczesnej Obrony Terytorialnej.
Od 2013 pracuje na Uniwersytecie Pedagogicznym im. KEN w Krakowie (obecnie na stanowisku profesora uczelni), gdzie kieruje Katedrą Bezpieczeństwa Narodowego. Jest również zastępcą Przewodniczącego Rady Dyscypliny Nauk o Bezpieczeństwie. W przeszłości pracował także w Muzeum Armii Krajowej w Krakowie czy Akademii Obrony Narodowej w Warszawie. 
Był także sekretarzem Komitetu Opieki nad Kopcem Józefa Piłsudskiego. Uczestnik Marszów Szlakiem I Kompanii Kadrowej. Odznaczony m.in. medalem "Pro Patria". 
15 grudnia 2021 powołany w skład Rady ds. Bezpieczeństwa i Obronności przy Prezydencie RP.  
Jego zainteresowania koncentrują się wokół zagadnień bezpieczeństwa narodowego, historii wojskowości i ruchu niepodległościowego.

## Wybrane publikacje
- Wykorzystanie doświadczeń Armii Krajowej w budowie nowoczesnej obrony terytorialnej Polski, Kraków 2019.
- Garnizon Wojska Polskiego w Krakowie w latach 1918-1939, Kraków 2019.
- Bracia Herzogowie: żołnierze niepodległości, Kraków 2018.
- Organizacje proobronne w systemie bezpieczeństwa narodowego Polski, Warszawa 2016.
- Żołnierze Legionów i Polskiej Organizacji Wojskowej w służbie Polskiego Państwa Podziemnego i Armii Krajowej, Kraków 2016 (redakcja wspólnie z Januszem Mierzwą).
- Generał August Emil Fieldorf "Nil" (1895-1953), Warszawa 2013.
- Konspiracja w Puszczy Kampinoskiej i Niepodległa Rzeczpospolita Kampinoska 1944, Warszawa 2012.
- Związek Strzelecki w tworzeniu bezpieczeństwa narodowego Polski : tradycja i wyzwania XXI wieku, Łódź 2009[6].